# 2017 في الإمارات العربية المتحدة
فيما يلي قوائم الأحداث التي وقعت خلال عام 2017 في الإمارات العربية المتحدة.

## رياضة
- 1 يناير – الإمارات العربية المتحدة في بطولة العالم للألعاب المائية 2017

## أفلام
من الأفلام التي صدرت هذه السنة في الإمارات العربية المتحدة:
- 16 مارس – آخر الرجال في حلب من إخراج فراس فياض، Steen Johannessen ‏.

## برامج ومسلسلات وأنمي
- شعبية الكرتون